# Le Retour des aventuriers du timbre perdu
Le Retour des aventuriers du timbre perdu (The Return of Tommy Tricker) est un film canadien de la série Contes pour tous réalisé par Michael Rubbo en 1994.

## Synopsis
Tommy va enfin libérer Charles Merriweather qui est prisonnier depuis 65 ans 
sur le fameux Bluenose. 
Mais surprise ! On découvre que l'énigmatique prisonnier 
est en fait une fille : sa sœur Molly !

## Fiche technique
- Producteurs : Rock Demers et Kevin Tierney
- Année : 1994
- Société de production : La Fête Inc.

## Distribution
- Michael Stevens : Tommy
- Joshawa Mathers : Cass
- Heather Goodsell: Nancy
- Paul Nicholls : Albert
- Andrew Bauer-Gador :Ralph
- John Dapery : Monsieur Bronson
- Mireille Thibault : Mère de Tommy
- Jean-Raymond Châles : Gaétan
- Charles V. Doucet : Frank
- Michel Perron : Jacques
- Danette MacKay : Mère de Nancy et Ralph
- Daniel Richer : Guide
- William Barwick : Père de Tommy
- Sam Stone : Sol
- Gabriel Terrault : Homme-orchestre
- Tiffany Gomola : Debbie
- Barbara Seifred : Grand-mère de Nancy
- Maureen Dunn : Fille punk
- Daniel Lavoie : Homme d'affaires
- Tommy Pierre Tutangata : Toa
- Adèle Gray : Molly
- Olivier Morgan Varlow : Charles
- Siai Matavai Maeva : Maera